# Юань-и (правитель Бохая)
Юань-и (кор. Воный) — четвёртый император государства Бохай, правивший в 794 году.